# FSE M
FSE M – elektryczny samochód dostawczy klasy kompaktowej wyprodukowany pod polską marką FSE w 2019 roku.

## Historia i opis modelu

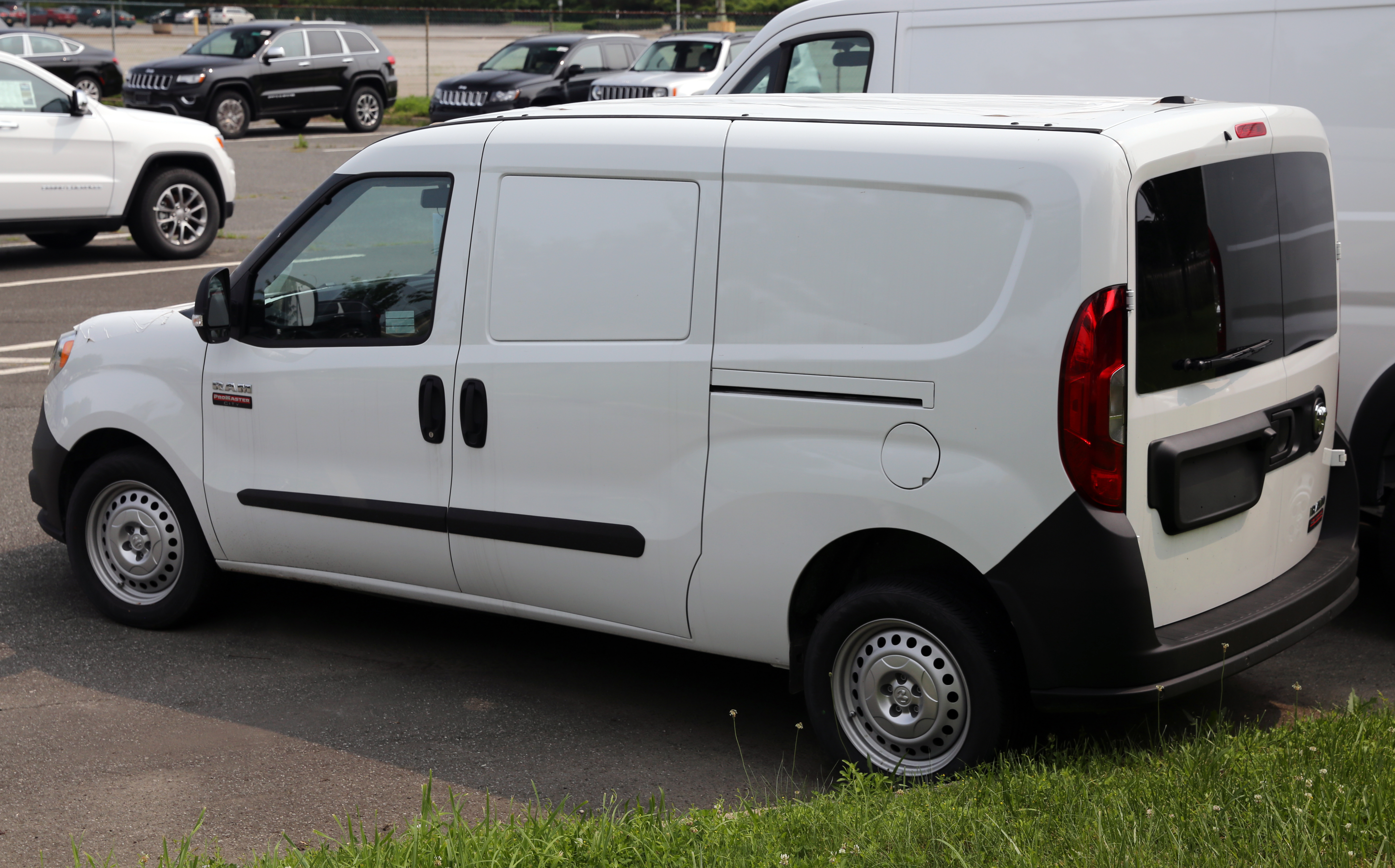
FSE M - tył

24 października 2019 roku FSE zaprezentowało drugi model samochodu, pod postacią samochodu dostawczego. Model M został opracowany ponownie w ramach konwersji spalinowego modelu Fiata, jako bazę adaptując model Doblo. Zakres modyfikacji wizualnych został ograniczony jedynie do zmiany wypełnienia emblematów, a także zamontowania przełączników do wyboru trybu jazdy w kabinie pasażerskiej i podwyższonej podłogi w przedziale transportowym z powodu umieszczenia pod nią baterii. Prace nad samochodem trwały około 2,5 roku. Projekt kosztował 10 milionów złotych.
Producent zamierza uzupełniać ofertę samochodu do różnych wersji nadwoziowych. W tym celu poszukuje inwestora, którego planuje pozyskać w ramach crowdfundingu.
Samochód ma zostać wyposażony w innowacyjne funkcje, takie jak m.in.: złącze ładowania umieszczone w podwoziu, które będzie wpinane automatycznie, panele fotowoltaiczne na dachu służące do uzupełniania energii w baterii, dwukierunkowy system ładowania (aby auto mogło posłużyć jako awaryjne źródło energii w firmie) czy też stała łączność online polegająca na śledzeniu pojazdu w trasie oraz regularnym przeliczaniu kosztów eksploatacji.

### Sprzedaż
FSE M miał trafić do produkcji w 2020 roku, docelowo pojawiając się w sprzedaży na większości rynków europejskich do końca 2021 roku.

### Dane techniczne
FSE M jest samochodem elektrycznym, który tworzy bateria o pojemności 33,2 kWh. Pozwala to osiągnąć moc 116 KM i 250 Nm maksyalnego momentu obrotowego. Zasięg pojazdu wynosi ok. 130 kilometrów na jednym ładowaniu.
Przestrzeń ładunkowa pojazdu ma oscylować w granicach od 3,4 do 4,6 metra sześciennego, a ładowność wynosić maksymalnie 600 kg.